# Petrus Hörberg
Petrus Hörberg, född 3 mars 1684 i Höreda, död 17 juni 1761 i Vadstena, var en svensk kyrkoherde i Vadstena församling.
Ett porträtt av Hörberg finns i Vadstena klosterkyrkas sakristia.

## Biografi
Hörberg föddes 3 mars 1684 på Rävberg i Höreda socken. Han var son till bonden Jon Pädersson och Karin Birgersdotter. Hörberg blev hösten 1703 student vid Uppsala universitet. 12 juni 1716 blev han magister primus. Han blev gymnasieadjunkt i Linköping 8 augusti 1718. Konrektor blev han 29 april 1719 och rektor 10 januari 1722. Hörberg blev 25 augusti 1722 lektor i filosofi, men tillträdde först tjänsten 1723. 11 december 1724 blev han kyrkoherde i Vadstena församling och 1725 kontraktsprost i Dals kontrakt. Hörberg avled 17 juni 1761 i Vadstena av vattusot och begravdes 21 september i Vadstena klosterkyrka.
1729 var han preses vid prästmötet.

### Familj
Hörberg gifte sig första gången 10 juli 1722 med Elisabeth Duræus (född 1696). Hon var dotter till en kyrkoherde i Kuddby församling.
Hörberg gifte sig andra gången 9 maj 1725 med Maria Doræus. Änka efter företrädaren Nils Moëll. Hon var dotter till kyrkoherden Johannes Doræus och Maria Bark i Jäder. De fick  tillsammans sonen Carl (1726-1739).
Hörberg gifte sig tredje gången 12 maj 1734 med Catharina Mört (1686-1764). Änka efter postmästaren Birger Tollbom. Hon var dotter till Peder Mört som var pastor vid Vadstena krigsmanshusförsamling.

### Manuskript
- Ett tal över riksrådet Carl Piper.